# Висячий мост (Уфа)
Висячий мост — первый висячий вантовый пешеходный мост через овраг и пересыхающий ручей Случевской горы в саду имени Салавата Юлаева города Уфы.
Разговорное название — «Мост Влюблённых», так как на ограждение моста молодожёны крепят навесные замки с выгравированными именами и признаниями в любви, и выкидывают ключи в овраг. Замки периодически срезают из-за утяжеления моста.

## История
Построен в 1956 (либо в 1958–1959 годах) Мостопоездом № 414 Мостостроительного треста № 4 по проекту архитекторов института «Башпроект» Зинаиды Ивановны Гудковой и Виктора Антоновича Кондрашкова, вместе с Оренбургским мостом через реку Белую.
Мост построен через безымянный овраг и пересыхающий ручей при расширении сада имени Салавата Юлаева далее на восток вдоль улицы Салавата в середине 1950-х годов.
В 2014 и 2019 годах мост ремонтировался. В 2016 году на мосту смонтировали декоративную светодиодную подсветку.

## Галерея

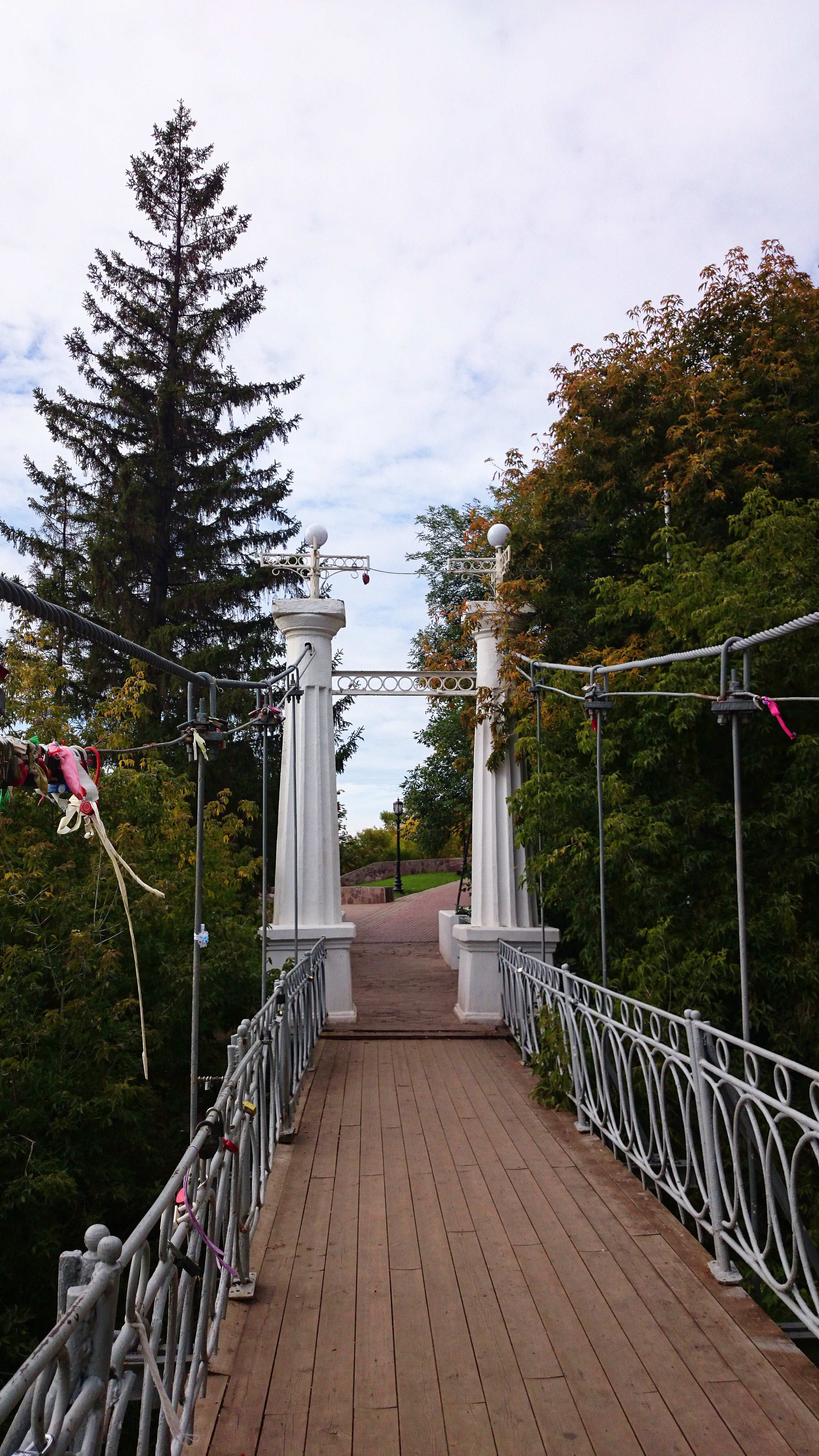
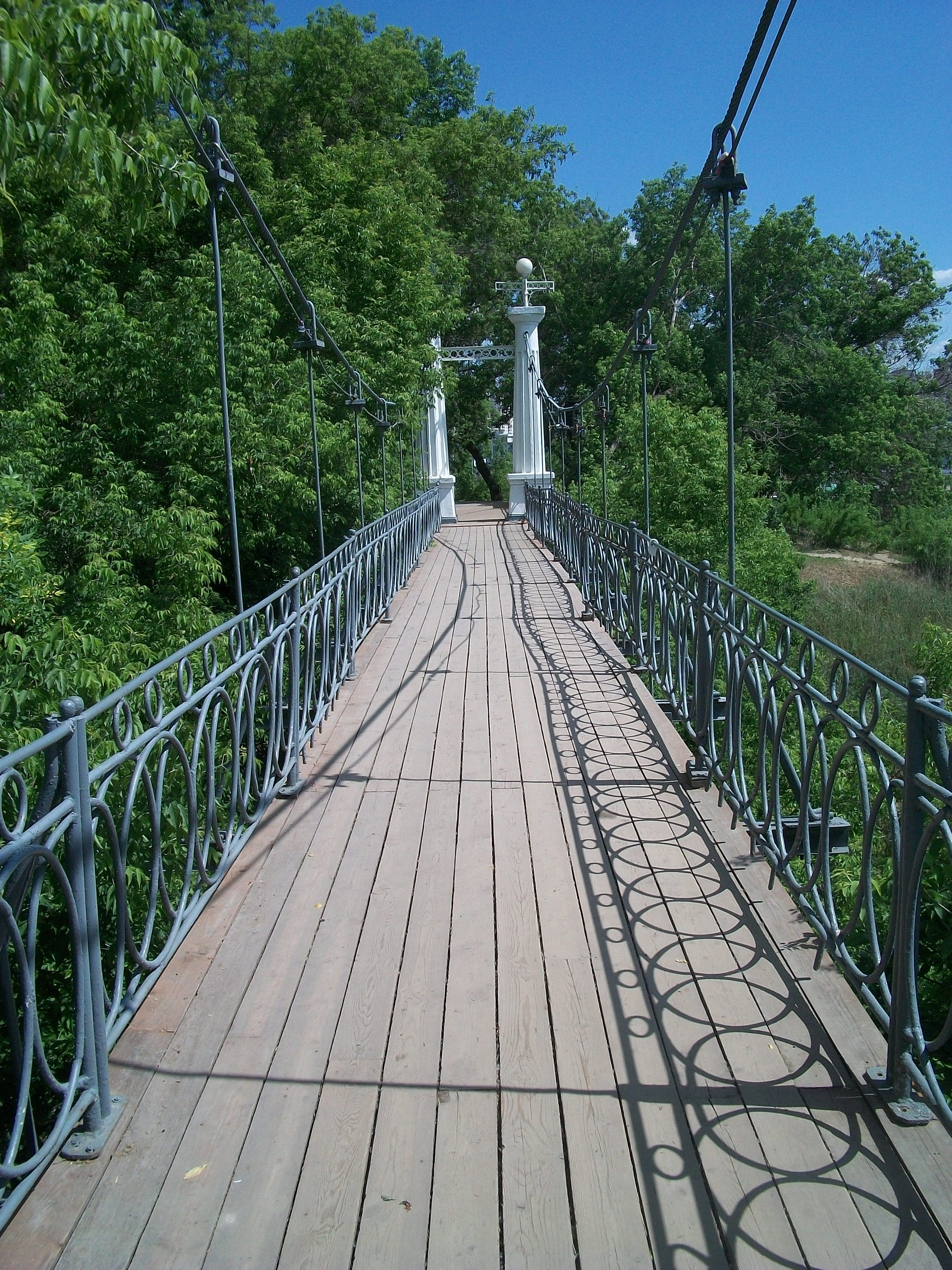
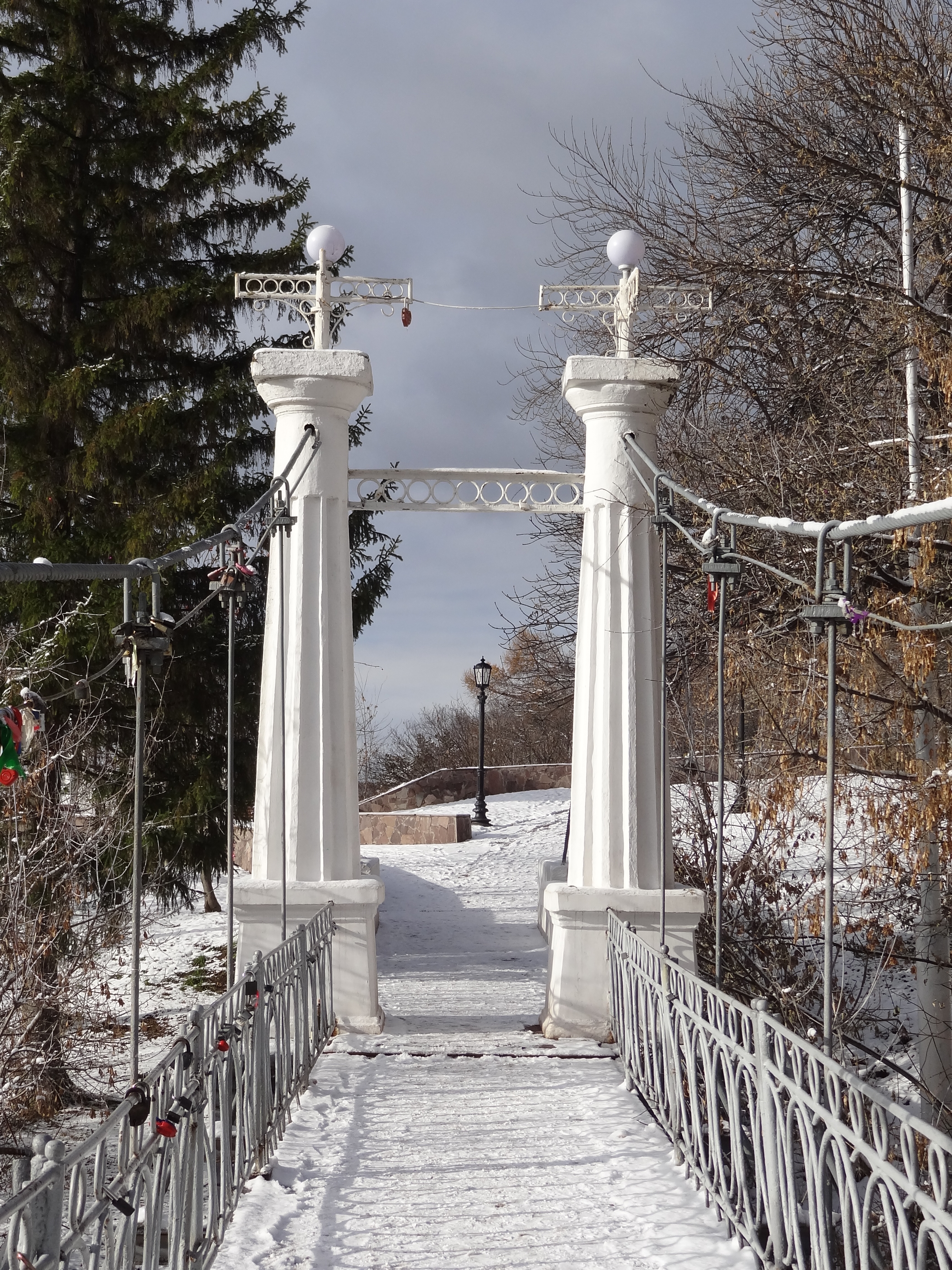
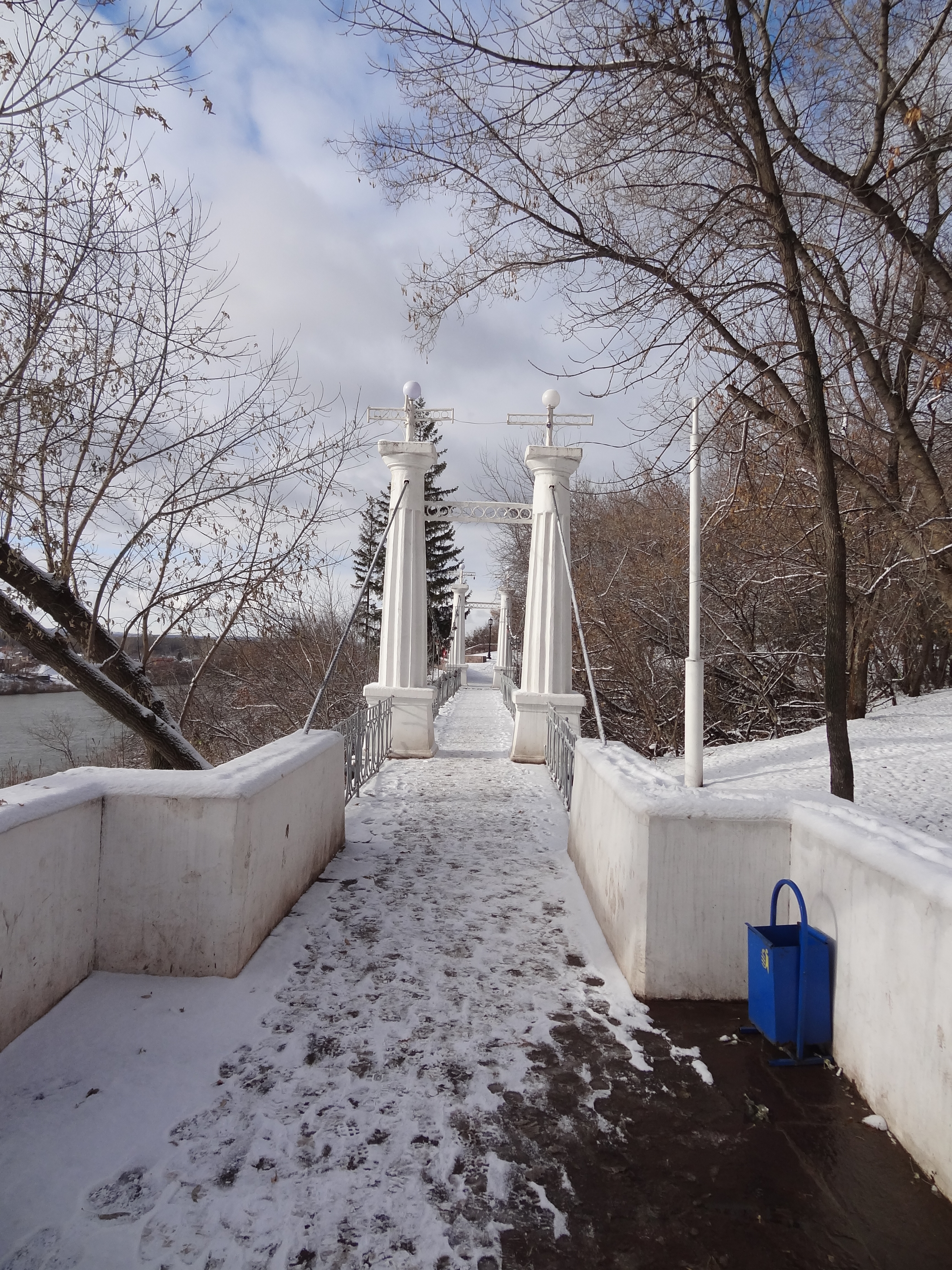
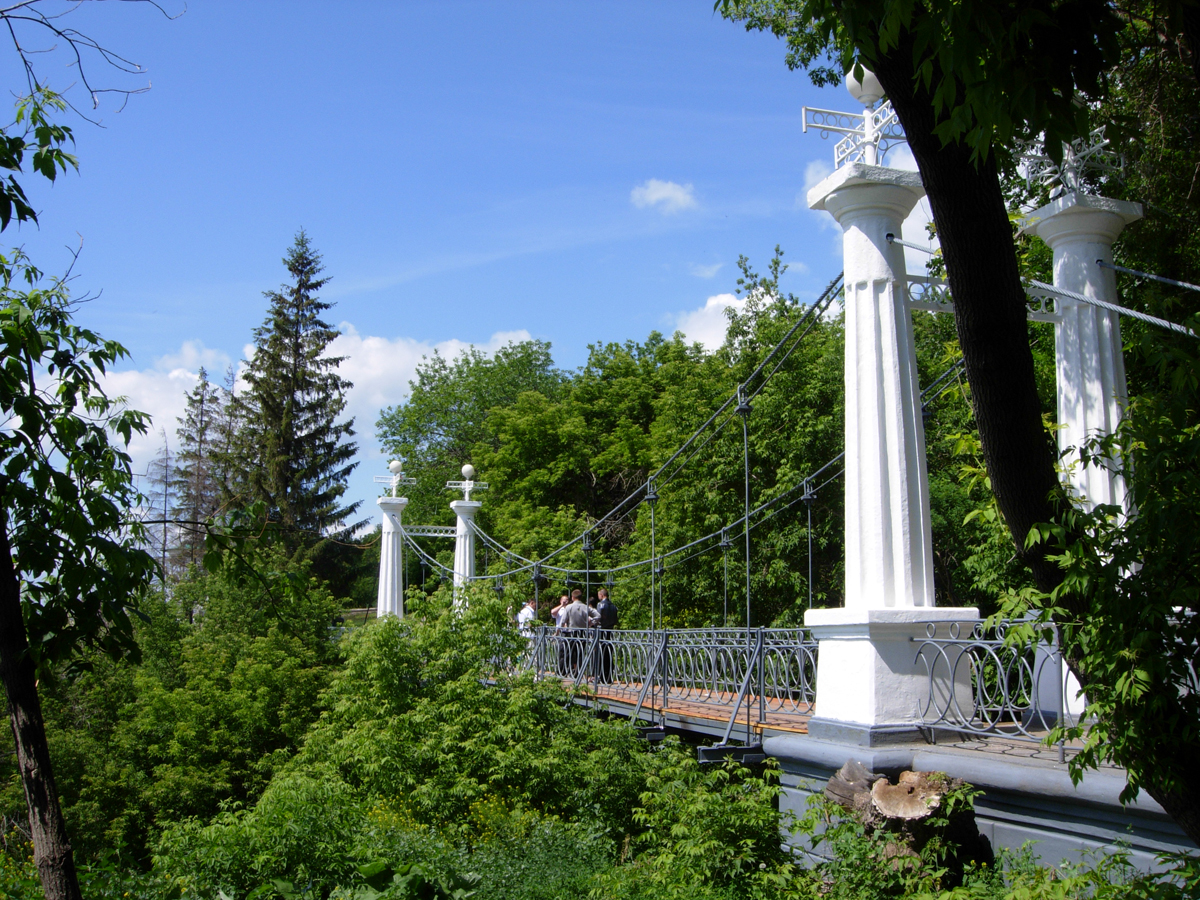
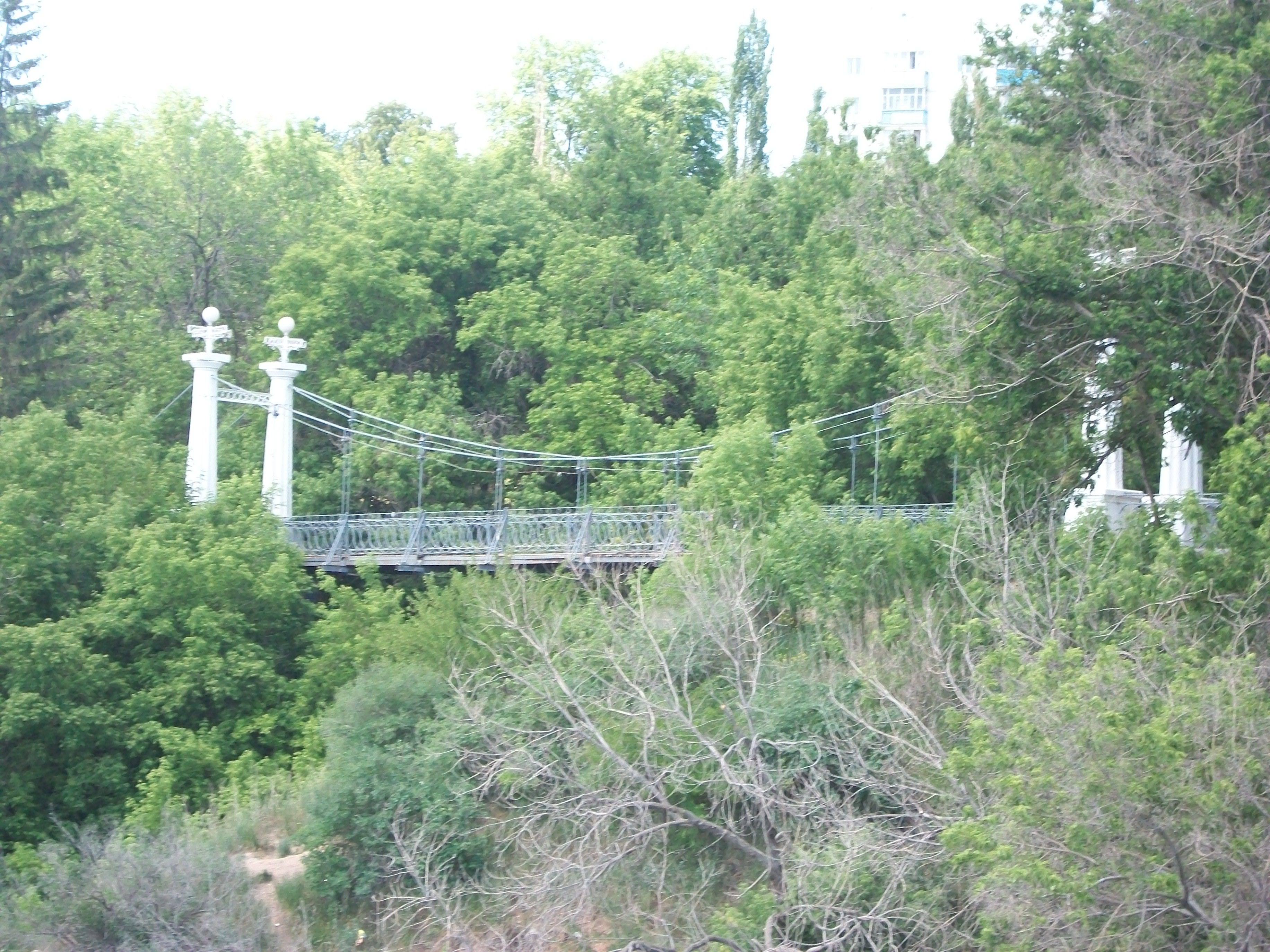
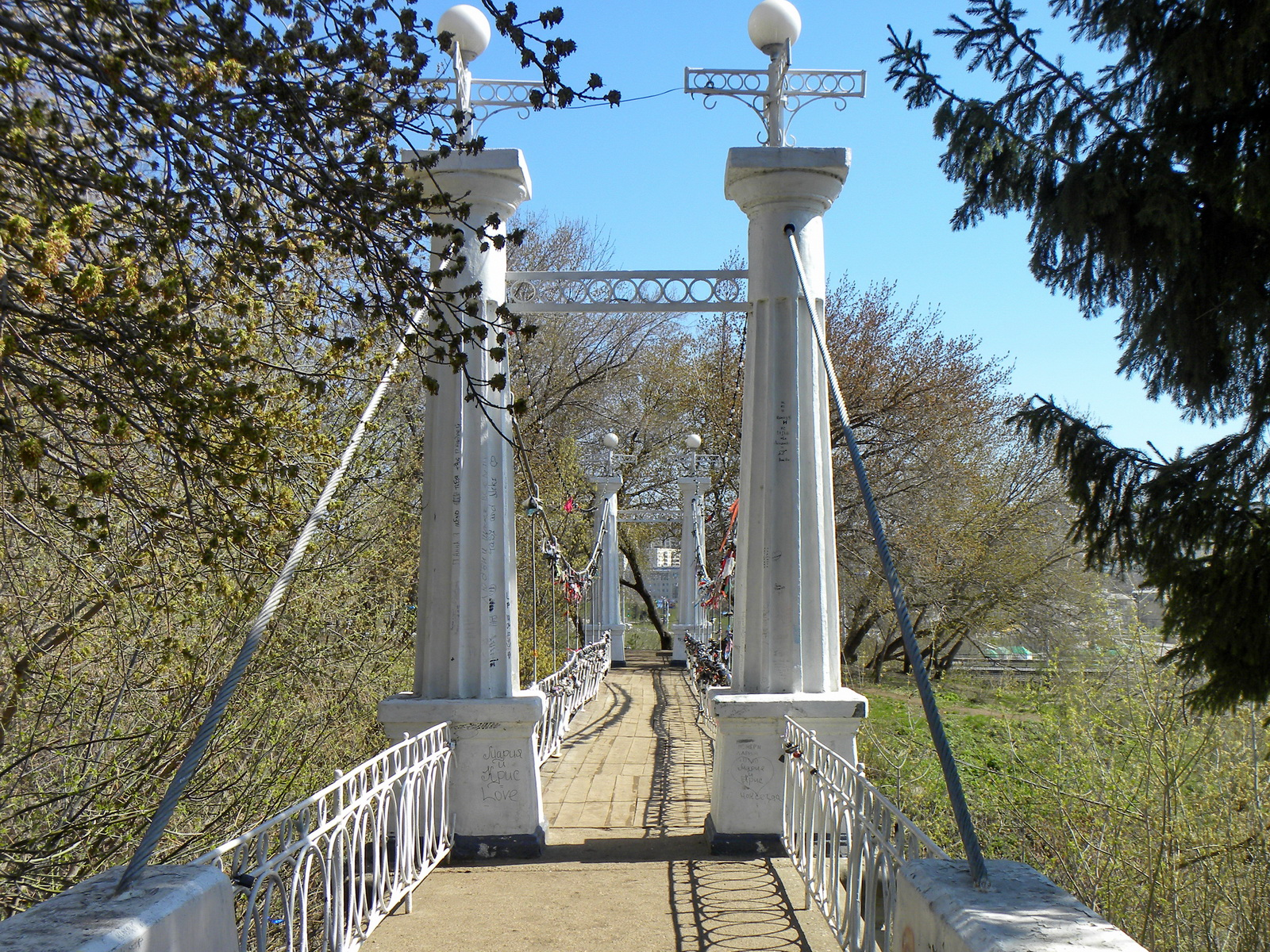